# Nexus 7
A Nexus 7 egy a Google által tervezett és az Asus által összeszerelt tablet. Az első generációs változat 2012-ben jelent meg, majd ezt követte a 2013-ban megjelent továbbfejlesztett változat. A Nexus 7-es készülékek Androidot futtatnak, és mivel a Google termékeiről van szó, ezért általában először kapják meg a frissítéseket.

## Az első generáció

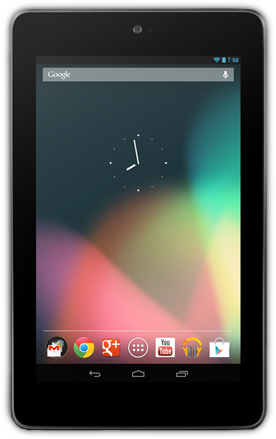
A 2012-es Nexus 7

Az első Nexus 7-et 2012. június 27-én mutatta be a Google a 2012-es Google I/O konferencián. A tablet 7 hüvelykes (inch) kijelzőjével, 1280x800 pixeles felbontásával és alacsony, 199 dolláros árával a Google sikeresen betört a tabletpiacra. Akárcsak a többi Nexus termék, a Nexus 7 is Androidot futtat, sőt a Nexus 7 volt az első készülék, amely az Android 4.1-es változatát futtatta. Az átlagon felüli sebességet az Nvidia 1.2 GHz-es, négymagos Tegra 3-as processzora biztosította.
A 2013-as Nexus 7 megjelenéséig körülbelül 7 millió darabot adtak el belőle.

## A második generáció
Az előző generáció sikerén felbuzdulva a Google bemutatta a Nexus 7 továbbfejlesztett változatát, amit Nexus 7 (2013)-nak rövidítenek. Bár a tablet árát megemelték, ennek ellenére is óriási sikert aratott. Az előző változat Tegra 3-as processzorát egy 1.5 GHz-es, de szintén négymagos Snapdragon S4 Pro váltotta le.

## A Nexus márkanév
A Nexus márkanév a Google által tervezett termékeket jelöli. A Nexus készülékeket általában az Asus, az LG vagy a Samsung gyártja. Az első ilyen készülék a Nexus One volt.